# Римо-католицька духовна колегія

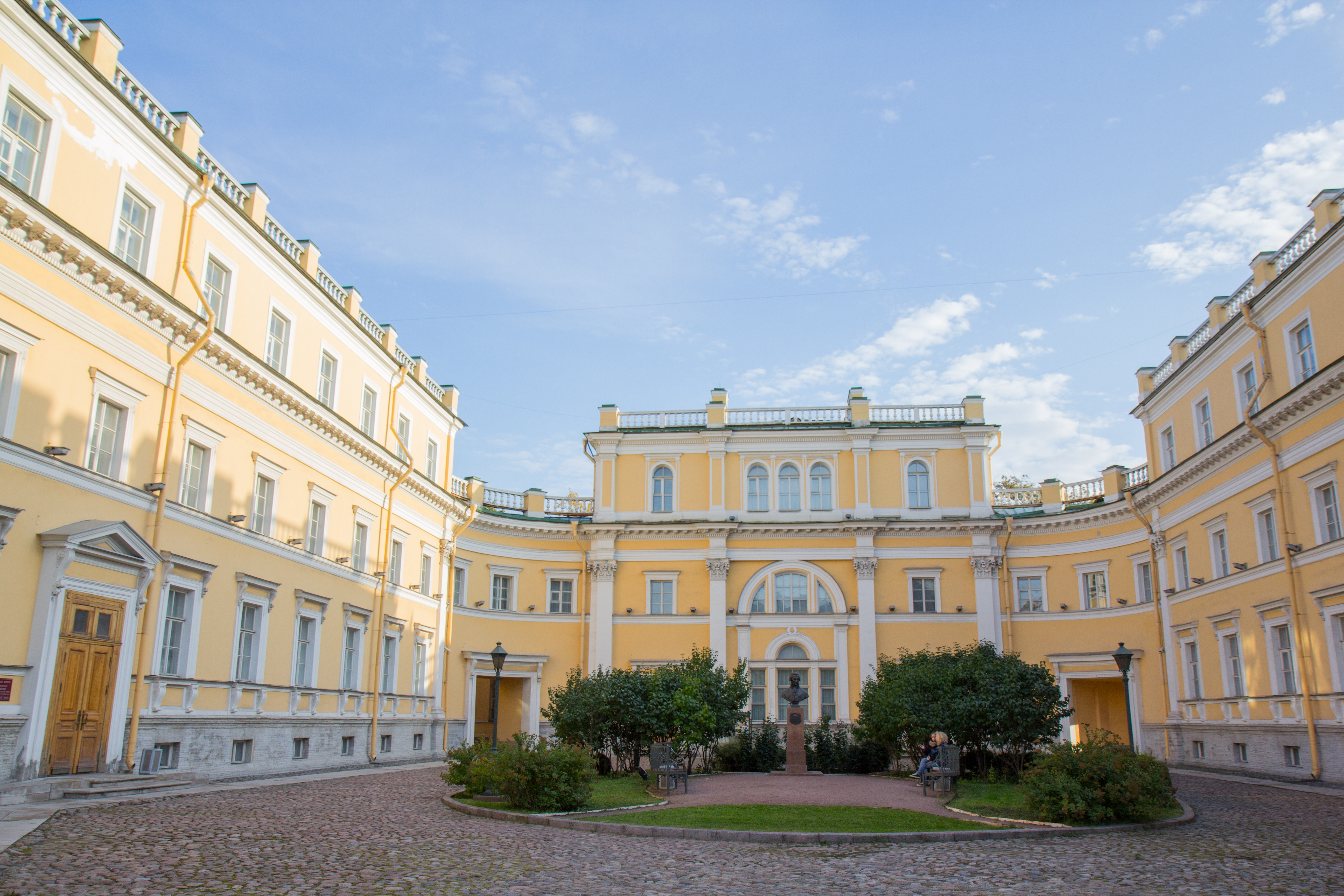
Будинок Державіна на Фонтанці, в якому з 1846 року розташовувалася Римсько-католицька духовна колегія

Римсько-католицька духовна колегія — головний орган церковного управління при католицькому  митрополиті могильовському, що існував у 1801—1918 роках в  Російської імперії і відав справами російських католиків.
Попередником католицької духовної колеги була Могильовська римсько-католицька  консисторія, створена указом  Катерини II від 12 травня 1775 року й у тому ж році затверджена Римом. Консисторія складалася з голови (єпископа), аудитора, прокурора і секретаря. Пізніше були утворені консисторії за інших російських католицьких єпархія х, які підпорядковувалися Могильовської. Могильовська консисторія була вищим адміністративним органом Католицької церкви в Росії в 1775—1801 роках, вона вирішувала питання, пов'язані з  Свячення,  катехізацією, економічні та судові справи.
16 липня 1801 указом  Олександра I була заснована Римсько-католицька духовна колегія в Санкт-Петербург е. Її очолював  могилівський митрополит, до складу входили представники єпархій, секретарі, перекладачі та інші службовці. У функції колегії входили збір і реєстрація відомостей про католицьких храмах і монастирях Росії, вирішення справ осіб, які виявили бажання взяти чернецтво, а також осіб, які бажають перейти в католицтво з ісламу, юдаїзму та язичництва (перехід у католицтво з православ'я до 1905 року був у Росії заборонений). Колегія також вела фінансовий контроль коштів, які витрачаються на потреби Католицької церкви в Росії, вирішувала питання будівництва нових та ремонту існуючих храмів. У 1805 році колегія була розділена на два департаменти — римсько-католицький і  греко-католицький, останній був перетворений в 1828 році в окрему Греко-католицьку колегію. З 1846 року Римо-католицька духовна колегія розташовувалася в будівлі за адресою  Набережна Фонтанки, будинок 118 в колишній садибі поета  Г. Р. Державіна, перебудованої для цілей колегії в 1848—1850 роках за проектом архітектора  А. М. Горностаєва (нині — Музей-садиба Державіна). Будівля колегії стало однією з частин католицького архітектурного комплексу, який обіймав квартал на південь від Фонтанки, куди входили також  Собор Успіння Пресвятої Діви Марії, резиденція архієпископа, приміщення католицької семінарії і розташований між ними «Польський сад».
Хоча колегія вважалася дорадчим органом при митрополиті могильовському, який де-факто був главою Католицької церкви Росії, її повноваження були достатньо широкі, зокрема вона мала право судити єпископ ів, приймати апеляції зі шлюборозлучних процесів і вирішувати інші питання духовного суду вищої інстанції. Колегії наказувалося здійснювати свою роботу в рамках церковних канонів, але з дотриманням державних законів і вірнопідданських присяги. Рішення колегії затверджувалися Головним управлінням духовних справ іноземних сповідань (з 1810 року)  Міністерством духовних справ і народної освіти (з 1817 р), департаментом духовних справ іноземних віросповідань  Міністерства внутрішніх справ (з 1832 роки). Рішення колегії, пов'язані з судовими питаннями затверджувалися  міністром юстиції і  Сенатом.

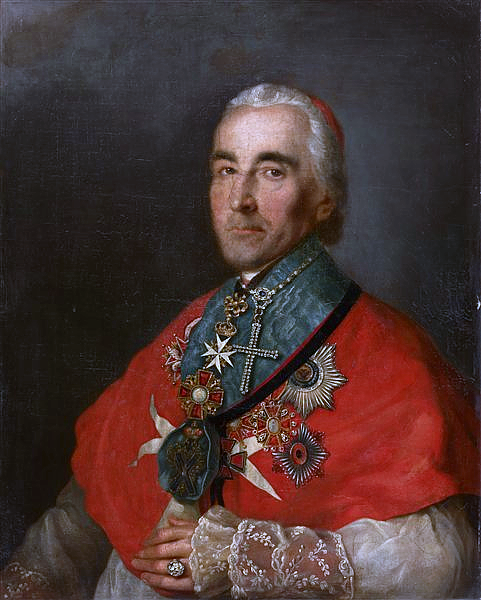
Станіслав Богуш-Сестренцевич, перший архієпископ Могильова і перший глава Римсько-католицької духовної колегії

Метою створення колегії було бажання російської влади якомога сильніше обмежити вплив Риму на російських католиків і передати у відання колегії більшість з тих питань, по яких канонічне право Католицької церкви наказує звертатися до  Святому Престолу. Зокрема був введений пряму заборону на безпосередню листування з Римом як для священиків, так і для простих мирян — всі спірні питання в житті Католицької церкви в Росії повинні були вирішуватися тільки через духовну колегію. Фактично Римсько-католицька духовна колегія являла собою аналог православного  Синоду, створений із врахуванням католицької специфіки й вартий нижче рангом в ієрархії російського чиновництва.
Після придушення  польського повстання 1863 року російські власті прийняли цілий комплекс антикатолицьких заходів. Однією з таких заходів стала передача всіх нечисленних питань, по яких російські католики ще могли звертатися до Святого Престолу, в виняткове ведення духовної колегії. Таким чином, перебуваючи під виключним контролем духовної колегії Католицька церква Росії де-факто опинялася в стані  схизми по відношенню до Риму. Ця ситуація була категорично неприйнятна для Святого Престолу, 21 жовтня 1867 папа Пій IX оприлюднив  енцикліку  Levate , в якій засудив Римо-католицьку духовну колегію як нелегітимний орган влади і заборонив російським католицьким єпископам брати участь у її роботі. Конфлікт був дозволений компромісним шляхом, в 1873 році російська влада погодилися вилучити з відання колегії всі питання, на яких наполягав Рим, і перетворити колегію в суто адміністративний орган, а тато погодився визнати реформовану колегію законним органом і зняв заборону на участь у ній.
Римсько-католицька духовна колегія була ліквідована 23 січня 1918 декретом «Про відділення Церкви від держави і школи від Церкви».